# Futabasaurus
Futabasaurus ist eine Gattung der Plesiosaurier aus der späten Kreidezeit von Fukushima in Japan. Das etwa sieben Meter lange und drei bis vier Tonnen schwere Tier bewohnte die kreidezeitlichen Küstengewässer vor Japan und gehörte zur Familie der Elasmosauriden. Die Gattung und die Typusart F. suzukii wurden erst im Jahr 2006, 38 Jahre nach der Entdeckungen der Fossilien beschrieben. Es handelt sich um den ersten Fund eines Elasmosauriden im nördlichen Pazifik. Der Fund ist im Nationalmuseum der Naturwissenschaften in Tokio ausgestellt.

## Entdeckung

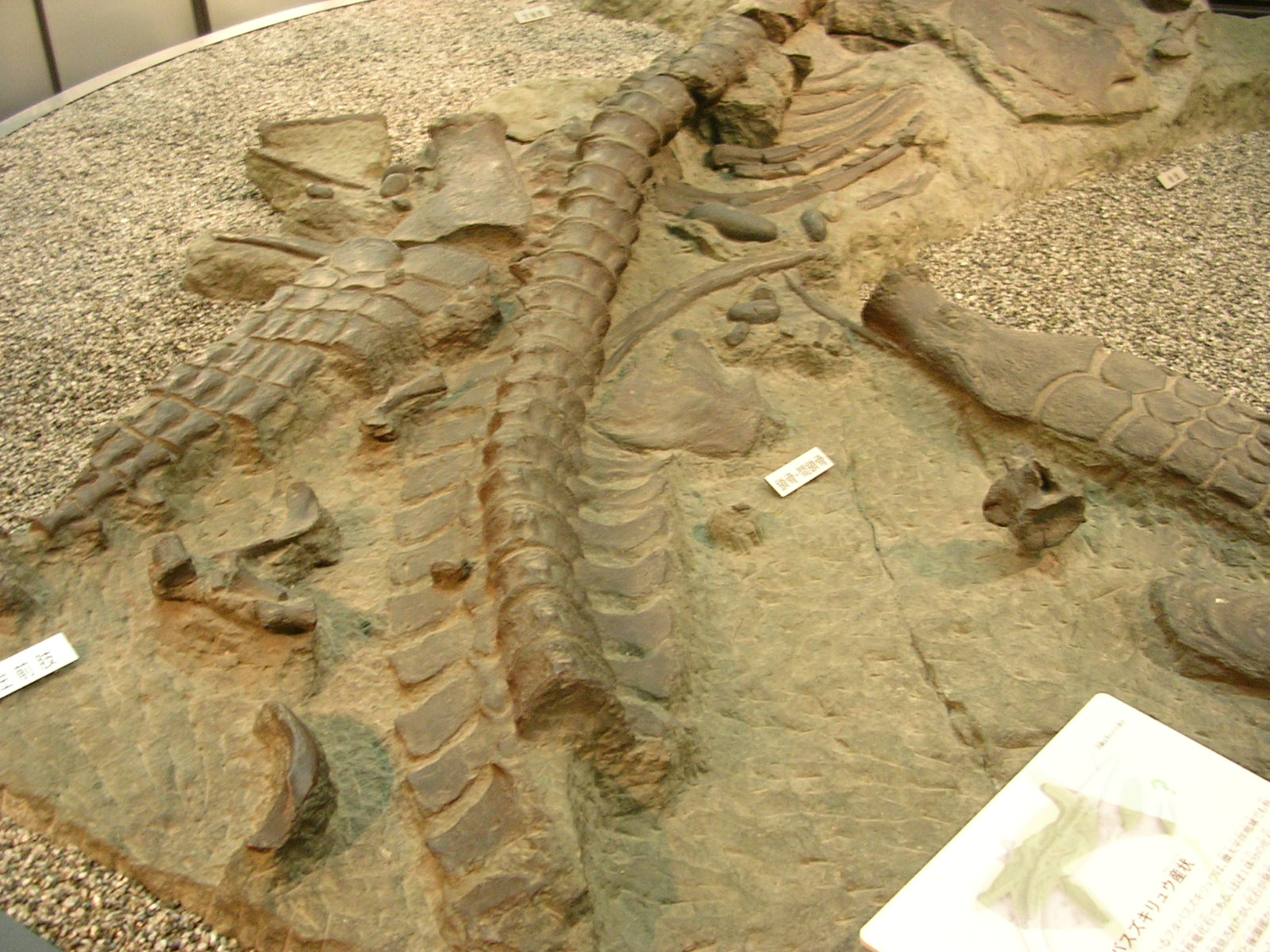
Nachbildung der Fundsituation im Nationalmuseum der Naturwissenschaften, Tokio

Die fossilen Überreste von Futabasaurus suzukii wurden bereits 1968 in der Inoceramus-amakusensis-Zone des Irimazawa-Member der Tamayama-Formation in der Futaba-Gruppe in der japanischen Präfektur Fukushima von dem damaligen Oberschüler Suzuki Tadashi gefunden. Es war der erste Fossilfund eines größeren Reptils auf japanischem Boden. Erst im Jahr 2006 wurde Futabasaurus suzukii als neue Art mit eigener Gattung aufgrund verschiedener Merkmale beschrieben. So unterscheidet sich die Typusart Futabasaurus suzukii von anderen Elasmosauriern u. a. durch einen größeren Abstand zwischen Augen und Nasenöffnung, ein längeres Schienbein und die Gestalt der Verbindung zwischen Schlüsselbein und Interclavicula.
Zwischen den fossilen Knochen des in Fukushima gefundenen Exemplars entdeckte man eine Anzahl von Haizähnen. Dies lässt sich entweder auf Prädation oder auf Aasfraß durch die Haie zurückführen.

## Namensgebung
Der Gattungsname Futabasaurus leitet sich von dem Fundort in der Futaba-Gruppe her, während das Artepitheton auf den Nachnamen des Entdeckers, Suzuki Tadashi, Bezug nimmt. Direkt nach der Entdeckung des Fossils war vorgeschlagen worden, dieses nach Samuel Welles, der die Funde zuerst untersuchte, Wellessaurus suzukii zu nennen, jedoch konnte zum damaligen Zeitpunkt nicht beurteilt werden, ob es sich um eine neue Art handelte. Erst 38 Jahre nach der Entdeckung im Mai 2006 konnte ein dreiköpfiges japanisches Forscherteam ermitteln, dass es sich um eine neue Art einer neuen Gattung handelte und schlugen gemäß den geltenden Nomenklaturregeln die Bezeichnung Futabasaurus suzukii vor.
Die lange Zeitspanne von 38 Jahren zwischen Fund und Erstbeschreibung erklärt sich aus dem weltweiten Mangel an für den Vergleich verschiedener art- und gattungstypischer Merkmale notwendigen Materials. Vor dem Hintergrund vermehrter Funde von Elasmosauriden seit den neunziger Jahren gelang schließlich die Einordnung in eine neue Gattung. Es ist jedoch unklar, ob es sich bei dem Exemplar um ein weibliches oder ein männliches Tier handelte.
Im Jahr 1990 fand man in der Futaba-Gruppe die fossilen Überreste eines Theropoden, für den ebenfalls der wissenschaftliche Name Futabasaurus vorgeschlagen wurde. Da jedoch keine für die wissenschaftliche Benennung notwendige Erstbeschreibung vorliegt, handelt es sich hierbei gemäß den Internationalen Regeln für die Zoologische Nomenklatur um ein Nomen nudum ohne Gültigkeit als wissenschaftliche Bezeichnung. Der Gattungsname Futabasaurus war daher bis zu der Arbeit von Satō, Hasegawa und Manabe noch verfügbar.